# South Somercotes
South Somercotes är en ort och civil parish i Storbritannien.   Den ligger i grevskapet Lincolnshire och riksdelen England, i den sydöstra delen av landet, 210 km norr om huvudstaden London. South Somercotes ligger 2 meter över havet och antalet invånare är 254.
Terrängen runt South Somercotes är mycket platt. Havet är nära South Somercotes åt nordost.Runt South Somercotes är det ganska tätbefolkat, med 75 invånare per kvadratkilometer. Närmaste större samhälle är Louth, 10,8 km sydväst om South Somercotes. Trakten runt South Somercotes består till största delen av jordbruksmark.